# AEW World Championship

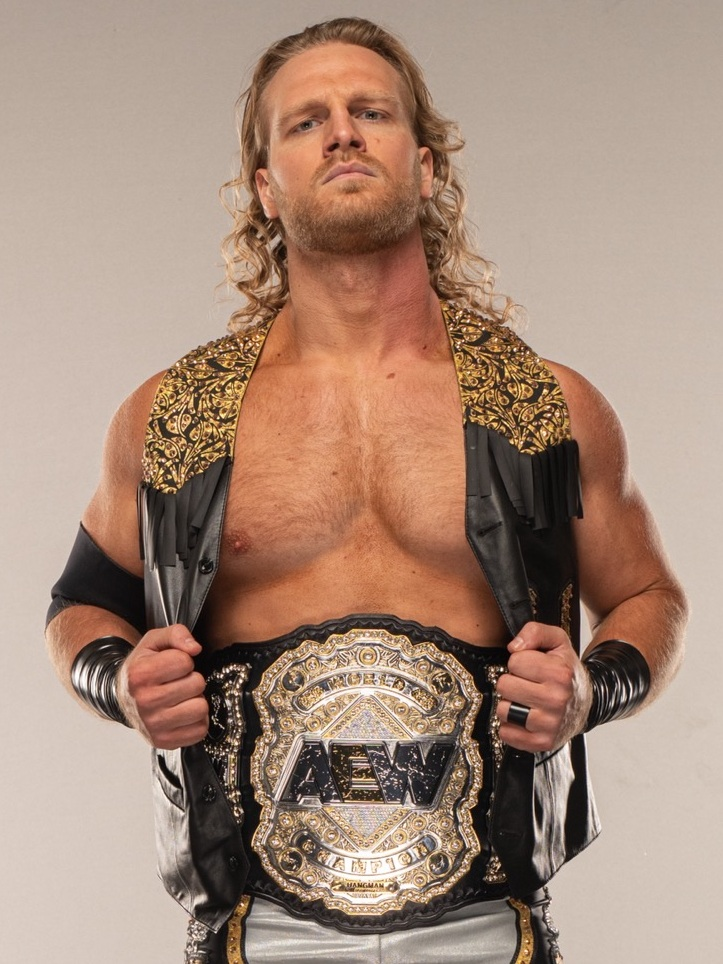
Adam Page, attuale detentore del titolo

L'AEW World Championship è un titolo mondiale di wrestling di proprietà della All Elite Wrestling, ed è detenuto dal 12 luglio 2025 da Adam Page.

## Storia
La All Elite Wrestling ha indetto una battle royale a venti uomini a Double or Nothing ed ha ufficializzato che il vincitore avrebbe affrontato Chris Jericho, nel main event di All Out. A vincere la battle royale fu Adam Page. All'evento, svoltosi il 31 agosto, Chris Jericho ha sconfitto Adam Page ed è stato incoronato primo AEW World Champion.

## Albo d'oro
Statistiche aggiornate al 14 luglio 2025.
| #  | Campione          | Regno | Data              | Giorni | Località                  | Evento               | Note                                                                                                 | Fonti  |
| -- | ----------------- | ----- | ----------------- | ------ | ------------------------- | -------------------- | --- | ------ |
| 1  | Chris Jericho     | 1º    | 31 agosto 2019    | 182    | Hoffman Estates, Illinois | All Out              | Chris Jericho ha sconfitto Adam Page in un match per l'assegnazione del titolo                       | [ 4 ]  |
| 2  | Jon Moxley        | 1º    | 29 febbraio 2020  | 277    | Chicago, Illinois         | Revolution           | | [ 5 ]  |
| 3  | Kenny Omega       | 1º    | 2 dicembre 2020   | 346    | Jacksonville, Florida     | Dynamite             | | [ 6 ]  |
| 4  | Adam Page         | 1º    | 13 novembre 2021  | 197    | Minneapolis, Minnesota    | Full Gear            | | [ 7 ]  |
| 5  | CM Punk           | 1º    | 29 maggio 2022    | 87     | Paradise, Nevada          | Double or Nothing    | | [ 8 ]  |
| 6  | Jon Moxley        | 2°    | 24 agosto 2022    | 11     | Cleveland, Ohio           | Dynamite             | In seguito all'infortunio di CM Punk, Moxley fu campione ad interim dal 26 giugno 2022.              | [ 9 ]  |
| 7  | CM Punk           | 2°    | 4 settembre 2022  | 3      | Hoffman Estates, Illinois | All Out              | | [ 10 ] |
| —  | Vacante           | —     | 7 settembre 2022  | —      |                           |                      | Il titolo fu reso vacante in seguito ad una rissa tra CM Punk, gli Young Bucks e Kenny Omega (legit) | [ 11 ] |
| 8  | Jon Moxley        | 3°    | 21 settembre 2022 | 59     | Flushing, New York        | Dynamite: Grand Slam | | [ 12 ] |
| 9  | MJF               | 1°    | 19 novembre 2022  | 406    | Newark, New Jersey        | Full Gear            | | [ 13 ] |
| 10 | Samoa Joe         | 1°    | 30 dicembre 2023  | 113    | Uniondale, New York       | Worlds End           | | [ 14 ] |
| 11 | Swerve Strickland | 1°    | 21 aprile 2024    | 127    | Saint Louis, Missouri     | Dynasty              | | [ 15 ] |
| 12 | Bryan Danielson   | 1°    | 26 agosto 2024    | 48     | Londra                    | All In               | | [ 16 ] |
| 13 | Jon Moxley        | 4°    | 12 ottobre 2024   | 273    | Tacoma, Washington        | WrestleDream         | In un title vs. career match.                                                                        | [ 17 ] |
| 14 | Adam Page         | 2º    | 12 luglio 2025    | 2      | Arlington, Texas          | All In               | In un Texas death match.                                                                             | [ 18 ] |